# Люди Землі (Дискавері)

## Про епізод
Люди Землі (People of Earth) — тридцять другий епізод американського телевізійного серіалу «Зоряний шлях: Дискавері» та третій в третьому сезоні. Епізод був написаний Джонатаном Фрейксом, а режисували Бо Йон Кім та Еріка Ліппольдт. Перший показ відбувся 29 жовтня 2020 року. Українською мовою озвучено студією «ДніпроФільм».

## Зміст
В автоматичному повідомленні зі станції пошуку Федерації Бернем стисло оповідає команді «Дискавері» про свої пригоди. Оскільки Сахіл не зміг знайти «Дискавері» в 3188 році, Бернем стає кур'єром і працює з Буком, шукаючи підказки щодо долі Федерації. Через рік «Дискавері» прибуває в майбутнє, і Бернем знаходить їх. Відбувається вельми приязне возз'єднання із загубленою в часі.
Бернем проводить офіційну доповідь команді «Дискавері» про здобуті знання. Вона знайшла пошкоджену передачу від адмірала Сенни Тала (12-річної давності) із Землі, але не може дістатися туди з обмеженою кількістю дилітію. Майкл розраховує дістатися штаб-квартири Зоряного флоту за допомогою спорового рушія. Бернем наполягає — командиром «Дискавері» є Сару.
«Дискавері» підлітає до Землі. Тіллі розмірковує — що є на теперішній Землі, що вони зможуть впізнати. Майкл показує Букеру корабельні запаси дилітію — і Бук отримує дилітієву винагороду. Букер береться на своємну судні замаскувати запас дилітію «Дискавері» при підльоті до Землі. Сару погоджується при умові — корабель Букера стоятиме у відсіку для шатлів і охоронятиметься. «Дискавері» здійснює стрибок за допомогою спорового рушія.
Над орбітою Землі при їх наближенні вмикається охоронний щит і з поверхні планети наближаються 2 кораблі. «Дискавері» тут не раді — і Сару пояснює що вони представники Зоряного флоту — цьому капітанка Ндойє щиро дивується. Бернем і Букер швидко йдуть з містка — і вчасно — з поверхні Землі до них телепортуються озброєні співробітники служби по боротьбі з піратством. Бернем і Букер одягаються в форму Зоряного флоту. Сару допікає Ндойє за негостинний прийом. Капітанка оповідає — Земля захищається від постійних нападів піратів; останній набіг очолив якийсь Вен. Ндойє повідомляє — Федерації на Землі нема більш як 100 років. А адмірал Сенна Тал помер 2 роки тому в космосі на кораблі.
В часі інспектування до «Дискавері» наближаються 5 невідомих кораблів — це рейдери Вена. Сару виходить на зв'язок із нападаючими. Інсектоїд вимагає здати запас дилітію. Сили захисту Землі не можуть переміститися на планету — транспортери заблоковані.
Тіллі й Стамец знаходять прилад блокування транспортерів землян — його в камері спорового двигуна встановила інспекторка Адіра. Тим часом Майкл з Букером на його кораблі неузгоджено відлітають з «Дискавері» — із усім запасом дилітію. Корабель Букера рухається в напрямі піратів — доки між Сару і Ндойє триває гостра суперечка. Сили захисту Землі збираються стріляти — Сару віддає наказ «Дискавері» прийняти на себе удар. Корабель втрачає захист; тим часом Букер хитрістю примушує рейдерів розрядити зброю — сам же маскує свій корабель.
Майкл і Букер захоплюють інсектоїда Вена й телепортують на «Дискавері». Джорджі ударом збиває Вена з ніг і зриває скафандр — під ним людина. Сару вимагає від протиборчих сторін почати слухати.
Адіра в бічній постачальній трубі «Дискавері» здійснює маніпуляції з комп'ютерними даними — її знаходить Стамец. Він пояснює Адірі — вона працювала із інтерфейсом спорового двигуна. Стамец питається Адіри хто вона насправді — і дізнається що вона знає Сенну Тала.
Під час перемовин Вен оповідає — вони не рейдери, а страждаючі жителі робітничого поселення на Титані — після вибуху в дослідницькій станції у них почалися проблеми. А їхній перший корабель до Землі був знищений. З допомогою Сару і Майкл протиборчі сторони починають перемовини.
Капітанка Ндойє повідомляє Сару — команді «Дискавері» дозволено відвідати Землю, а Адіра залищається з ними. Адіра каже — вона є господарем трила-симбіонта і пов'язана з його спогадами — серед них і адмірала Тала.
Букер відлітає з «Дискавері» сам. Екіпаж відвідує Зоряну академію на Землі — Майкл залишається із Сару на кораблі.

## Сприйняття та відгуки
Станом на липень 2021 року на сайті «IMDb» серія отримала 7.2 бала підтримки з можливих 10 при 2794 голосах користувачів.
Оглядач Скотт Колура для «IGN» писав так: «Епізод завершується чудово, коли Тіллі та колектив містка повертаються на колишнє місце штаб-квартири Зоряного флоту, щоби знайти те саме дерево, під яким вони колись навчались — лише приблизно на 900 років старше (і, безперечно, більше). Чим більше речей змінюється…»
В огляді для «Den of Geek» Кейті Барт відзначала: «Якщо ви очікували, що повернення Дискавері на Землю стане головним сюжетом у 3 сезоні „Зоряного шляху“, тоді продовжуйте здогадуватися. Шоу приймає розумне і несподіване розповідне рішення. Після того, як, возз'єднавши наших невчасних мандрівників з Майкл, майже відразу ж приводячи екіпаж „Дискавері“ на колишню рідну планету Зоряного флоту, вони зможуть знайти там дуже мало відповідей чи зручностей. Це сміливий крок, який розповідає екіпажу та глядачам, що, хоча Земля, можливо, до цього часу була стрижнем багатьох історій про „Зоряний шлях“, це ніколи не було тим, про що насправді йдеться. Тобто — дивлячись назовні, у бік невідомих і незнайомих зірок — і це ще й не збирається починатися. Таким чином та багатьма іншими методами, 3 сезон продовжує підтверджувати свою амбіційну назву».
Оглядач Зак Гендлен для «The A.V. Club» зазначав так: «„Люди Землі“ занадто сильно спираються на свої кола попередніх подій, і рахунок надзвичайно непосильний, але тут є кілька гідних ідей. Було б непогано, якби рішення Майкл порушити протокол не було винагороджене підвищенням. Або Сару не перебував в небесах щодо своєї поведінки. Однак всі витрачають занадто багато часу на поклоніння Майкл, і це буде проблемою в спробі зробити з неї складну, недосконалу — але людину. Я сподіваюся, що в майбутньому буде трохи більше міжособистісного конфлікту. І, можливо, якась боротьба щодо того, що реформована Федерація може насправді означати. Ох, і Спал. Я повинен знати більше про Спал».
Скотт Сноуден в огляді для «Space.com» відзначив так: «Було б приємно бачити, як Бернем і Букер проводять більшу частину серіалу самостійно — а також екіпаж Дискавері — ще до того, як вони всі зустрілися. Це мало б нагадувати одночасні сюжети, що відбувалися на борту Зоряного крейсера „Галактика“ та на Каприці у переосмисленні цього серіалу Рона Мура. Це дало б Сару та екіпажу „Дискавері“ гарну можливість мати рівну частку сюжету, замість того щоб Бернем завжди була тим, хто рухає історію вперед. Або дві основні ділянки, а не первинну та вторинну. Незважаючи на це, майже напевно відбудеться поява романів „Розширеного Всесвіту“, що висвітлюють пригоди, які відбулися Бернем і Буком за 12 місяців до того, як „US Discovery“ з'явився через червоточину. Отже, ми з нетерпінням чекаємо таких».
Девон Мелоні в огляді для «Vulture» оцінив епізод у 5 зірок і писав так: «„Люди Землі“ виконують майже що не всебічну роботу, відповідаючи на питання так само елегантно, як і будь-який епізод зали слави Треку. Це стається завдяки трьом безцінним елементам: ідеальному поєднанню форматів, давно заслуженій лінії появи головного героя, і нове обличчя — вступ якого вказує, де саме має бути ця франшиза (принаймні в 2020 році).»

## Знімались
| Актор               | Роль                |
| ------------------- | ------------------- |
| Сонеква Мартін-Грін | Майкл Бернем        |
| Даг Джонс           | Сару                |
| Ентоні Репп         | Пол Стамец          |
| Мері Вайзман        | Сільвія Тіллі       |
| Девід Аджала        | Клівленд Букер      |
| Мішель Єо           | Філіппа Джорджі     |
| Блу дель Барріо     | Адіра               |
| Крістофер Геєрдал   | Вен                 |
| Аділ Хуссейн        | Адітья Сахіл        |
| Фумзіле Сітоле      | капітанка Ндойє     |
| Кеннет Велш         | адмірал Сенна Тал   |
| Емілі Коутс         | Кейта Делмер        |
| Патрік Квок-Чун     | Ріс                 |
| Ойїн Оладейо        | Джоаг Овосекун      |
| Ронні Роу           | лейтенант Брюс      |
| Сара Мітіч          | лейтенантка Нільсон |